# 국의
국의(麴義, ? ~ ?)는 중국 후한 말의 무장으로, 양주 서평군(西平郡) 사람이다. 선조는 전한의 상서령(尙書令) 국담(鞠譚)으로, 국담의 아들 국비(鞠閟)가 난리를 피하여 서평으로 가 성씨를 국(麴)으로 고쳤고, 국씨는 서평의 이름난 가문이 되었다.

## 생애
국의는 오랫동안 양주 일대의 국경 지대에 주둔하여 강족의 전술에 능통한 자였으며, 처음에는 기주목(冀州牧) 한복을 섬겼다.
초평 2년(191년), 발해태수 원소는 모사 봉기의 진언을 받아들여 공손찬에게 기주를 침공할 것을 부추겼고, 이에 공손찬은 곧바로 군을 움직였다. 요격에 나선 한복이 안평(安平)에서 공손찬에게 참패하자 국의는 한복에게 반기를 들었으나 패하여 달아났고 원소와 연합하였다. 곧 원소는 한복을 협박하여 기주를 빼앗아 기주목이 되었으나 공손찬과의 관계는 점점 악화되었다.
초평 3년(192년), 공손찬이 마침내 원소를 공격했다. 공손찬의 강력한 위세에 기주의 군현들이 모두 항복하자, 원소는 몸소 군사를 이끌고 공손찬을 맞아 싸웠다. 이때 국의는 선봉이 되어 군사 8백 명을 이끌고 수만 명의 공손찬군과 대치하였다. 공손찬은 원소군이 적은 것을 얕보고 기병으로 공격하게 했다. 국의는 적의 기병이 가까이 다가오자 일제히 쇠뇌를 쏘며 공격하여 혼란에 빠지게 만들고, 공손찬이 기주자사로 임명한 엄강을 포함한 천여 명을 베었다.
또한 계교(界橋)에 있던 공손찬의 본영에 가장 먼저 돌입하여 보루를 점령하고 깃대를 빼앗는 활약을 세웠다.
초평 4년(193년), 공손찬이 유주목 유우를 죽이자 유우의 종사(從事)였던 선우보가 흥평 2년(195년)에 오환과 선비를 끌어들여 공손찬을 공격하였다. 원소는 유우의 아들 유화(劉和)와 국의 등을 보내 이들과 합세하였고, 연합군의 병사는 10만여 명이나 되었다. 이후 연합군은 공손찬을 상대로 승리하고 2만여 명의 목을 베었고, 궁지에 몰린 공손찬은 역경(易京)에서 농성하였다. 서로 1년 동안 대치하면서 국의는 군량이 다 떨어졌기 때문에 부하 수천 명이 달아났고, 기회를 노리던 공손찬의 공격을 받아 패했다.
이후 국의는 전공에 자만하여 멋대로 행동하다가 결국 원소에게 숙청당했다고 한다. 국의의 잔당들 중 일부는 원소에게로 흡수되었고, 일부는 주살될 것을 두려워하여 태행산 일대로 도망쳐 공손찬과 연합했으나 원소에게 모두 토벌되었다.
국의의 죽음은 건안 2년(197년)을 전후한 것으로 보이며, 늦어도 건안 3년(198년) 이전으로 여겨진다.

## 《삼국지연의》 속 국의
계교에서 엄강을 죽인 것까지는 사서의 기록과 비슷하나, 공손찬의 본진을 공격할 때 공손찬의 부장 조운(趙雲)에게 죽는다.

## 같이 보기
- 삼국지 인물 목록